# 부천동초등학교
부천동초등학교는 대한민국 경기도 부천시에 있는 공립 초등학교이다.

## 학교 연혁
- 1958년 4월 15일 소사남국민학교 괴안분실 인가
- 1961년 3월 23일 괴안국민학교 개교
- 1961년 5월 31일 소사동국민학교로 교명 변경
- 1974년 3월 8일 부천동국민학교로 교명 변경
- 1982년 3월 1일 부안국민학교로 638명 분리
- 1982년 3월 10일 병설유치원 개원
- 1984년 9월 1일 동곡국민학교로 747명 분리
- 1996년 3월 1일 부천동초등학교로 교명 변경
- 1996년 9월 1일 부천역곡초등학교로 299명 분리